# Prištevka
Prištevka (albánsky Prishtevka, srbsky Приштевка) je malý vodní tok a jediný na území hlavního města Kosova, Prištiny. 
Potok pramení v pohoří Grmija nedaleko vesnice Graštica (albánsky Grashticë) a teče do Prištiny. Vytváří široké údolé, v němž se část města rozkládá. Údolím řeky vede železniční trať, resp. její část, která prochází Prištinou a dále jedna z rušných prištinských ulic, ulice Bajrama Bahtiriho a dále třída Záhřebská (albánsky Zagrebi). Část svého toku je říčka svedena do potrubí. V místní části Kalabria jej opouští a vytéká do volné krajiny. Jižně od obce Kosovo Polje (albánsky Fushë Kosovë) se vlévá do říčky Sitnica. 

## Znečištění
Potok je silně znečištěn a ústí do něj řada kanalizačních stok. Je prostý ryb a dalšího života, široce zapáchá do okolí. Město Priština by rádo tento problém řešilo návratem přirozeného koryta řeky Prištevky a jeho otevření.